# 옹암항 (장흥군)
옹암항은 대한민국 전라남도 장흥군 대덕읍 옹암리에 있는 어항이다. 1972년 3월 7일 지방어항으로 지정되어 관리되고 있다. 시설관리자는 장흥군수이다.

## 어항 구역
본 항의 어항 구역은 다음과 같다.
- N34° 25′10″E126°53′13″를 중심으로 반경 150m의 원호구역 140,000m2(쇠머리)

## 주요 어종
- 낙지